# 大埔街
大埔街是臺灣臺南市中西區的一條街道，其前身可追溯到清康熙年間出現的「大埔尾街」，過去有「麵線街」的別稱。今天的大埔街東起自開山路235巷，中間穿過開山路，經臺南女中北轉與建業街相接。

## 沿革
過去在清康熙年間，在今大埔街一帶已有名叫「大埔」的地名，意思可能是「大片未開墾的青埔之地」。而在清康熙五十八年（1719年）的陳文達《臺灣縣志‧卷二 建置志》中，已出現「大埔尾街」的稱呼，屬於府城東安坊。而到了乾隆十七年的王必昌《重修臺灣縣志》中，則改稱「大埔街」，仍屬於東安坊。原先的「大埔尾街」可能是逐漸向東發展，延伸到大埔東邊的「車埕」一帶，所以改稱「大埔街」。
由於大埔街接近府城小南門，小南門是前往鳳山縣新、舊城的重要出入口，故清代此處有不少茶坊酒肆。而由於過去大埔街也有不少製作麵線業者會露天乾燥麵線，此處遂有「麵線街」的別稱。據《臺南市市區史蹟調查報告書》的記載，大埔街約在清光緒年間已有販售麵線的常設店鋪，但到民國50年代（1960年代）後期，當地已無販售麵線的店家。